# Bandera del Níger
La bandera del Níger va ser adoptada el 1959, després de la seva independència de l'Àfrica Occidental Francesa. La banda superior taronjada representa la regió septentrional del Desert del Sàhara, la banda central blanca representa la puresa, i la banda inferior verd representa l'esperança així com les terres fèrtils del sud del Níger. El cercle ataronjat de la banda central representa el Sol.
La bandera de l'Índia és molt semblant i la bandera de la Costa d'Ivori té els mateixos colors.
La bandera és tricolor de la mateixa manera que moltes altres colònies i dependències de França.